# Kloster St. Jacobi (Osterode)

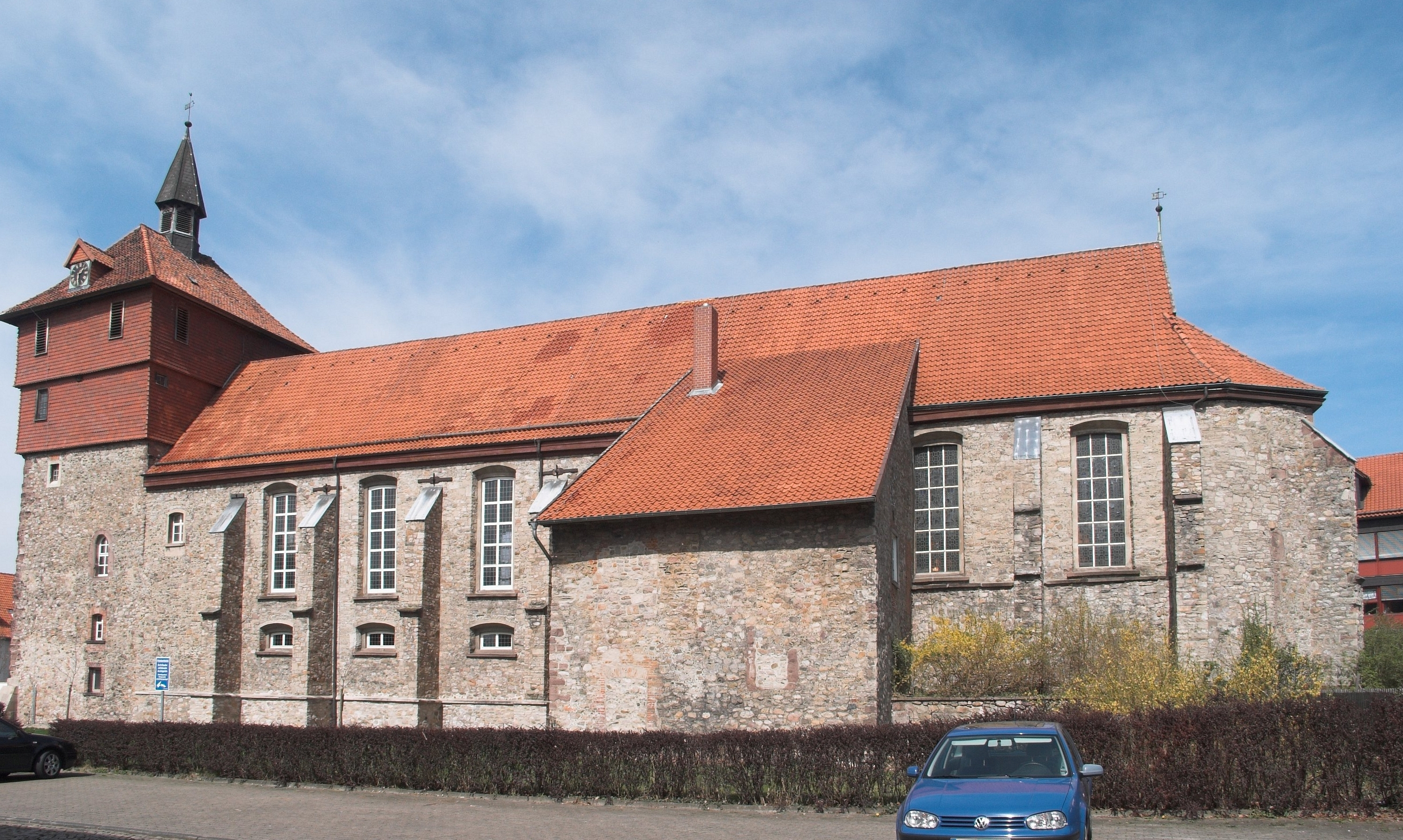
Ehemalige Kloster- und Schlosskirche St. Jacobi; zwischen Langhaus und Chor ein Rest des Ostflügels der Anlage

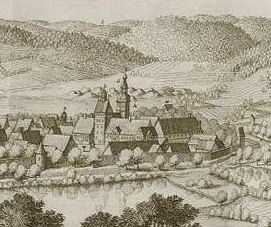
Schloss Osterode (ehemaliges Kloster St. Jacobi) um 1650; rechts der bis heute erhaltene Südflügel, links hinter dem (nicht mehr vorhandenen) Westflügel verborgen die Schlosskirche St. Jacobi; der achteckige Turm mit Barockhaube ist nicht mehr vorhanden; der massive rechteckige Schlossturm davor ist heute der Kirchturm.

Das Kloster St. Jacobi war eine Zisterzienserinnenabtei in Osterode am Harz.

## Geschichte
Am Ort des späteren Klosters, beim vermutlich frühesten Marktplatz der Stadt, bestand bereits im 12. Jahrhundert eine Kapelle mit dem Patrozinium des Apostels Jakobus des Älteren. Otto IV. gewährte ihr 1217 Schutz und übereignete sie an eine dortige Bruderschaft.
1233 wurde dann erstmals ein Frauenkonvent beurkundet. Ein Kaland unterstützte die Gründung. Ambrosius wurde erster Propst der Zisterzienserinnen. 1244 bekam es den Zehnten von Gittelde. Im 14. Jahrhundert vererbte Johannes II. Hake dem Kloster eine Rente von einer Mark. 1466 wurde Gertrud aus Derneburg Äbtissin, und Albrecht II. (Braunschweig-Grubenhagen) ließ die inzwischen schon verfallenen Gebäude herrichten. Letzter Propst war Conrad Bösterhusen.
Mitte des 16. Jahrhunderts wurde die Abtei aufgehoben. Die Konventsgebäude ließ Herzog Ernst III. zum Schloss Osterode umbauen. Dieses wurde später zum Amtshaus des Amtes Osterode. West- und Ostflügel der etwa quadratischen Anlage wurden in den 1890er Jahren abgerissen. Im erhaltenen Südflügel befindet sich heute das Amtsgericht Osterode am Harz.
Den Nordflügel der Anlage bildete die ehemalige Klosterkirche, heute Schlosskirche St. Jacobi, die um 1750 ihre heutige Gestalt erhielt. Von der Innenausstattung sind der Altar – frühbarock mit gotischen Figuren –, die Kanzel, das Chorgestühl sowie das Hartzing-Epitaph bemerkenswert. Die Orgel geht auf Johann Andreas Engelhardt zurück.